# ولید سالم
ولید سالم (عربی: وليد سالم سليمان سرور الجابري؛ زادهٔ ۲۸ اکتبر ۱۹۸۰) یک بازیکن فوتبال اهل امارات متحده عربی است.
از باشگاه‌هایی که در آن بازی کرده‌است می‌توان به العین اشاره کرد.
وی همچنین در تیم ملی فوتبال امارات متحده عربی بازی کرده‌است.